# CUTE-1.7 + APD
CUTE-1.7 + APD (CUbical Tokyo Tech Engineering satellite 1.7, auch OSCAR 56) war ein japanischer Kleinsatellit, der als studentisches Projekt an der Technischen Hochschule Tokio gebaut und am Uchinoura Space Center gestartet wurde.

## Aufbau
Der Satellit ist nach dem Cubesat-Standard entwickelt worden und hat die Form eines Würfels mit einer Kantenlänge von 10 Zentimetern. Zur Ausrüstung wurden viele handelsübliche Komponenten, wie ein Hitachi NPD-20JWL PDA als Steuercomputer und ein USB-Hub zur Sensordatenerfassung eingesetzt.
Er trug zusätzlich ein Experiment zur Beobachtung geladener Teilchen im Erdorbit, das auf einer Avalanche-Photodiode basiert. Daher der Namenszusatz APD in der Typbezeichnung.
Der Nachfolger CUTE-1.7 + APD II (OSCAR 65) wurde am 28. April 2008 mit einem indischen Polar Satellite Launch Vehicle gestartet.